# Хірургічний інструмент

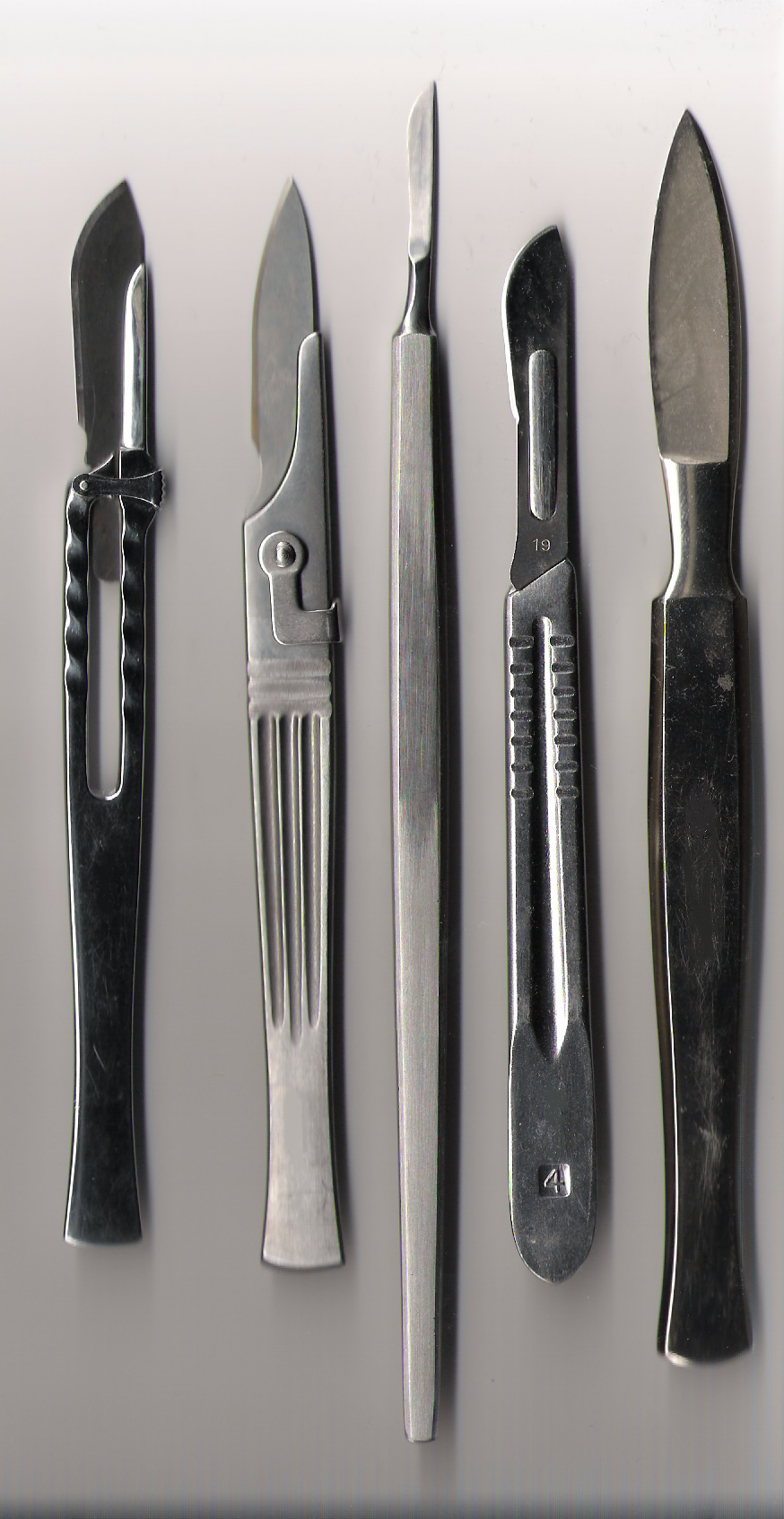
Різновиди скальпелів

Хірургічний інструмент, хірургічний інструментарій — сукупність інструментарію та механічних пристроїв, що використовують під час хірургічних втручань чи маніпуляцій на/з тканинами. Іноді словом «інструмент» зовуть одиничний екземпляр медичного інструменту, а щодо сукупності уживають термін «інструментарій».

## Класифікація
Усі інструменти в хірургії поділяють на дві великі групи:
- загальний
- спеціальний[1].

Окремо, також виділяють спеціальний лапароскопічний інструментарій (ендоскопічний).
Загальний хірургічний інструментарій застосовують при виконанні будь-якого оперативного втручання чи маніпуляції, у той час як спеціальний хірургічний інструментарій використовують лише для певного виду операції.
Лапароскопічний інструментарій використовують при лапароскопічних операціях.
Згідно дієвого ДСТУ 2009 хірургічні інструменти поділяють:
1.За кількістю використання, на:
- Багаторазові
- Одноразові

2.За призначенням, на:
- такі, що колють
- такі, що ріжуть
- такі, що відтісняють
- такі, що затискають
- зондування, бужування
- вироби травматологічні

Інструмент винаходили та вдосконалювали в першу чергу хірурги. Найвідоміші серед них у минулому тисячолітті (XIX) — це Микола Пирогов, Теодор Більрот, Аугуст Готліб Ріхтер, Естлі Купер, Еміль Теодор Кохер, Микулич.

## Технічні вимоги
- інструменти виготовляють з корозійностійких матеріалів;
- на поверхні інструментів не має бути тріщин, раковин, забоїн, подряпин, викришених місць, задирок, розшарувань, припікань та інших забруднень (окалин, матеріалів шліфування, полірування та слідів мастила);
- інструменти, що мають тривалий (безперервно більше 6 годин) контакт з організмом людини, мають буті виготовлені лише з корозійностійких металів та сплавів без покриття;
- з'єднання складових частин має бути міцнім;
- гвинт або вісь замкових з'єднань інструментів повинні буті розклепані;
- рухи в замку повинні бути легкими та плавними;
- інструменти повинні буті корозійностійкими в умовах експлуатації, транспортування та зберігання;
- бути стійкими до циклу обробляння, що складається з дезінфекції, передстерилізаційного очищення та стерилізації.

Залежно від функціонального призначення, до хірургічних інструментів пред'являються додаткові вимоги.

## Набори

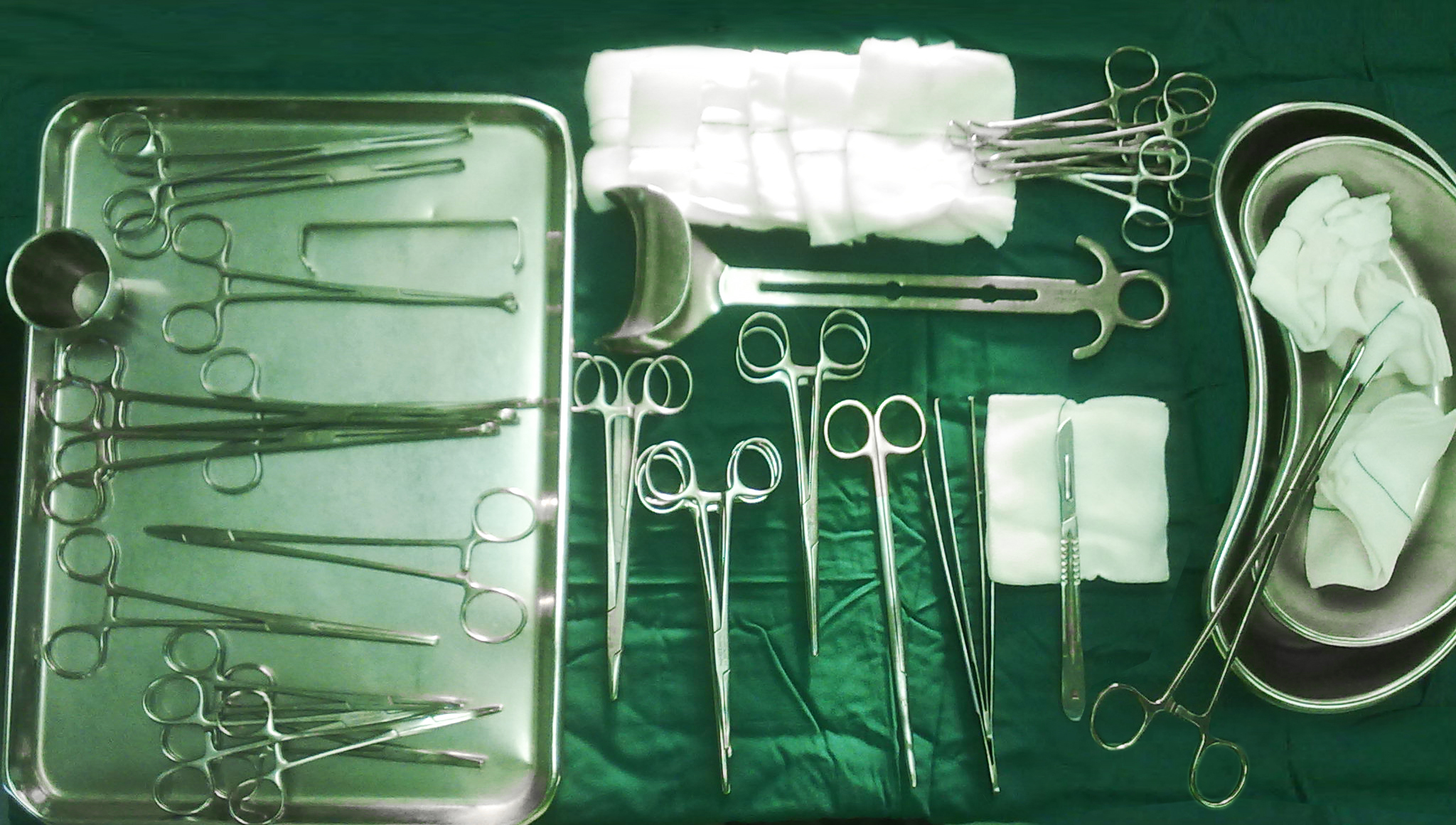
Набір хірургічного інструментарію для виконання операції, 2013 р.

Так як під час проведення оперативного втручання необхідно здійснювати різноманітні маніпуляції, для успішного виконання потрібна певна кількість та відповідно певні різновиди хірургічних інструментів. Такий комплект інструментів для певного виду операцій у хірургії називають — набір. Як хірург, так і операційна медична сестра мають добре знати такі набори, та принципи застосування кожного інструменту.

## Перелік
- Елеватор
- Дисектор
- Язикотримач
- Роторозиширювачі:
  - замковий (Розера-Кенінга)
  - гвинтовий (Гейстера)
- Лопатка Буяльского (Кохера)
- Распатор реберний Дуаєна (правобічний/лівобічний; прямий/зігнутий; дитячий/дорослий)
- Распатор кістковий (прямий, зігнутий)
- Ложка Фолькмана (кругла/овальна; мала/середня/велика; однобічна/двобічна)
- Трепан ручний
- Провідник Пеленова
- Дротяна пилка Джильї (інколи Джіглі[4])
- Пилка дугова
- Пилка листова
- Пилка для зняття гіпсових пов'язок
- Розгинач гіпсових пов'язок
- Коловорот (дриль) з медичними фрезами
- Долота:
  - пряме
  - жолобувате
  - півкругле
  - шилоподібне
- Кусачки:
  - реберні
  - кісткові
- Гемороїдальні щипці
- Кульові щипці
- Цапки білизняні
- Корнцанг (прямий/зігнутий)
- Троакари:
  - грудний (дорослий/дитячий)
  - абдомінальний (дорослий/дитячий)

### Голкотримач
Голкотримачі:
- Барракера
- Гегара
- Занда
- Кастров'єхо
- Кодівілли
- Лангенбека
- Матьє
- Мейо — Гегара
- Олсона
- Троянова
- Хагедорн

### Голка хірургічна
Голки:
- колючі
- ріжучі
- атравматичні
- комбіновані
- Голка лігатурна Дешана (лівобічна/правобічна; гострокінцева/тупокінцева)

### Дзеркала
- ниркове
- печінкове
- С-подібне
- абдомінальне
- Лопатка Ревердена (інколи Шпатель Ревердена)

### Пінцети
- хірургічний
- анатомічний
- лапчатий (зубчато-лапчатий)
- офтальмологічний
- стоматологічний

Зонди
- Кохера
- жолобуватий
- гудзикуватий (Воячека)
- матковий
- комбіновані

### Затискачі
- Більрота
- Кохера
- Микулича
- типу «москіт»
- вікончастий (Люєра)
- Шапі(«аліски»)
- лапчатий (Пеана)
- легеневий
- Ізраеля (Федорова, лігатурний дисектор)
- еластичний кишковий (прямий, зігнутий)

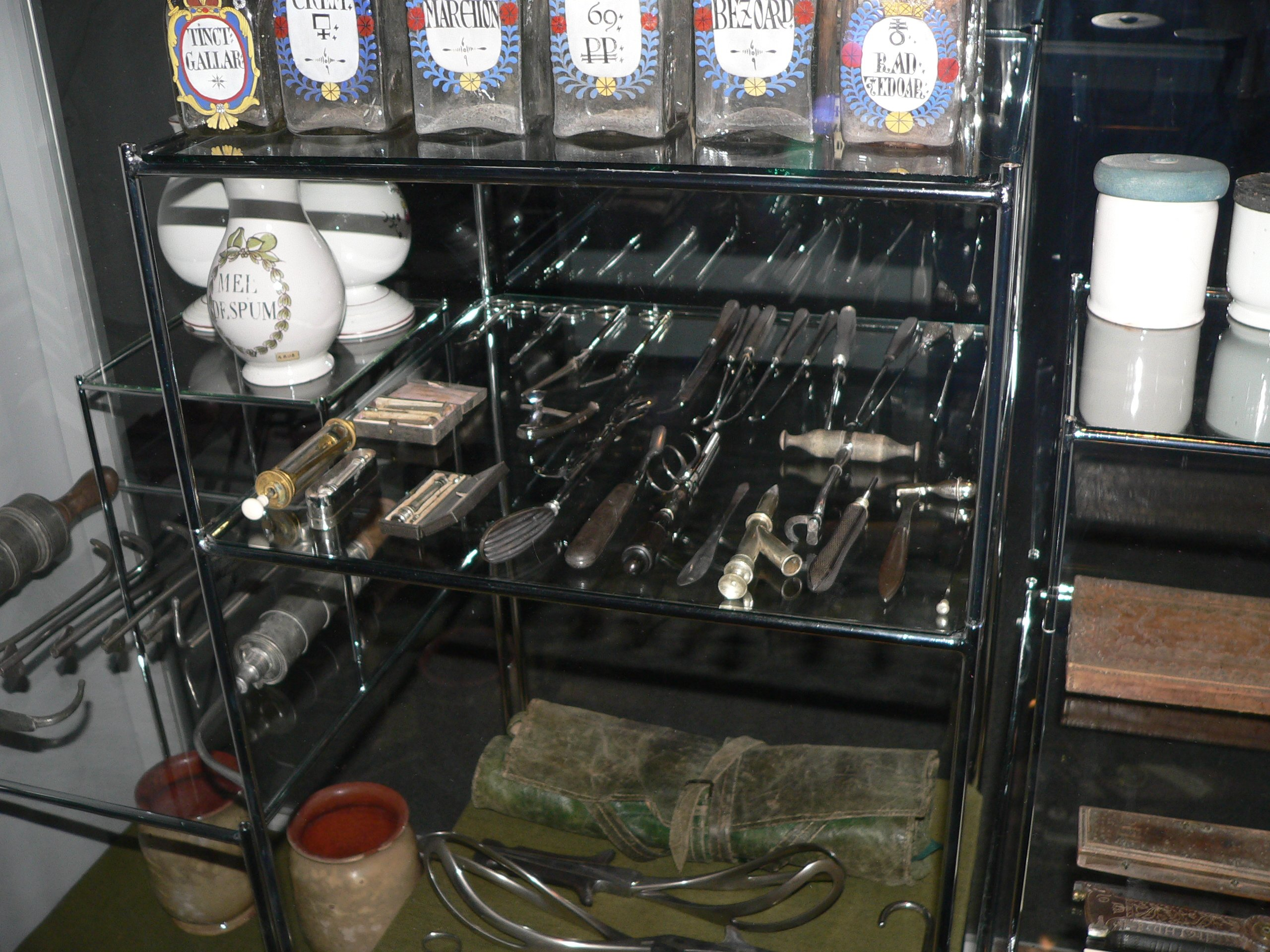
Хірургічний інструментарій XIX ст в музеї мистецтва та історії, Невшатель, Швейцарія, 2005 р.

- тампонний

### Ножиці хірургічні
Ножиці:
- шарнірні:
  - Купера (згин по площині, "тупий кут" згину)
  - Ріхтера (згин по осі, "тупий кут" згину)
  - Сімпса (Сімпса-Сіболда, Валькера, згин по площині,  майже гострий кут згину)
  - Сіболда (S- згин)
  - тупокінцеві
  - гострокінцеві
  - гостро-тупокінцеві
  - препарувальні (для глибоких порожнин)
  - судинні
- гільйотинні:
  - реберні гільйотинні
  - реберні Дуаєна

### Скальпель
Скальпелі:
- черевцевий
- гострокінцевий (ланцетоподібний)
- офтальмологічний
- із знімним лезом

### Жоми (роздавлюючі затискачі)
- кишковий
- шлунковий (жом Паєра)

### Операційні ножі
- ампутаційний
- резекційний
- мозковий

### Ранорозширники
- Микулича (з додатковим дзеркалом)
- механічний
- Госсе
- Янсона (гвинтовий)
- Трахеорозширник (ранорозширник Труссо)

### Гачки
- двобічний пластинчатий Фарабефа
- двобічний пластинчатий Лангенбека
- двобічний черевний («Англійський гачок»)
- гострокіцевий (1-, 2-, 3-, 4- зубий)
- тупокіцевий (1-, 2-, 3-, 4- зубий)
- однозубий трахеостомічний

### Шпатель медичний
Шпателі
- загальномедичний
- нейрохірургічний
- стоматологічний